# Phoebe Cary
Phoebe Cary, född 4 september 1824 i Mount Healthy, Ohio, död 31 juli 1871 i Newport, Rhode Island, var en amerikansk diktare och syster till poeten Alice Cary (1820-1871). De utgav tillsammans en samling dikter 1849 och fortsatte sedan på varsin hand. Efter deras död 1871 har även antologier av deras efterlämnade verk publicerats gemensamt.
Phoebe diktade också psalmtexter.

## Psalmer
- Hur ljuvligt mången gång (nr 463 i Svenska Missionsförbundets sångbok 1920).